# Szent László pénze

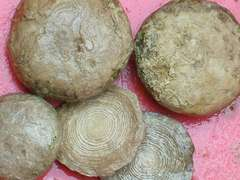
Szent László-pénzek

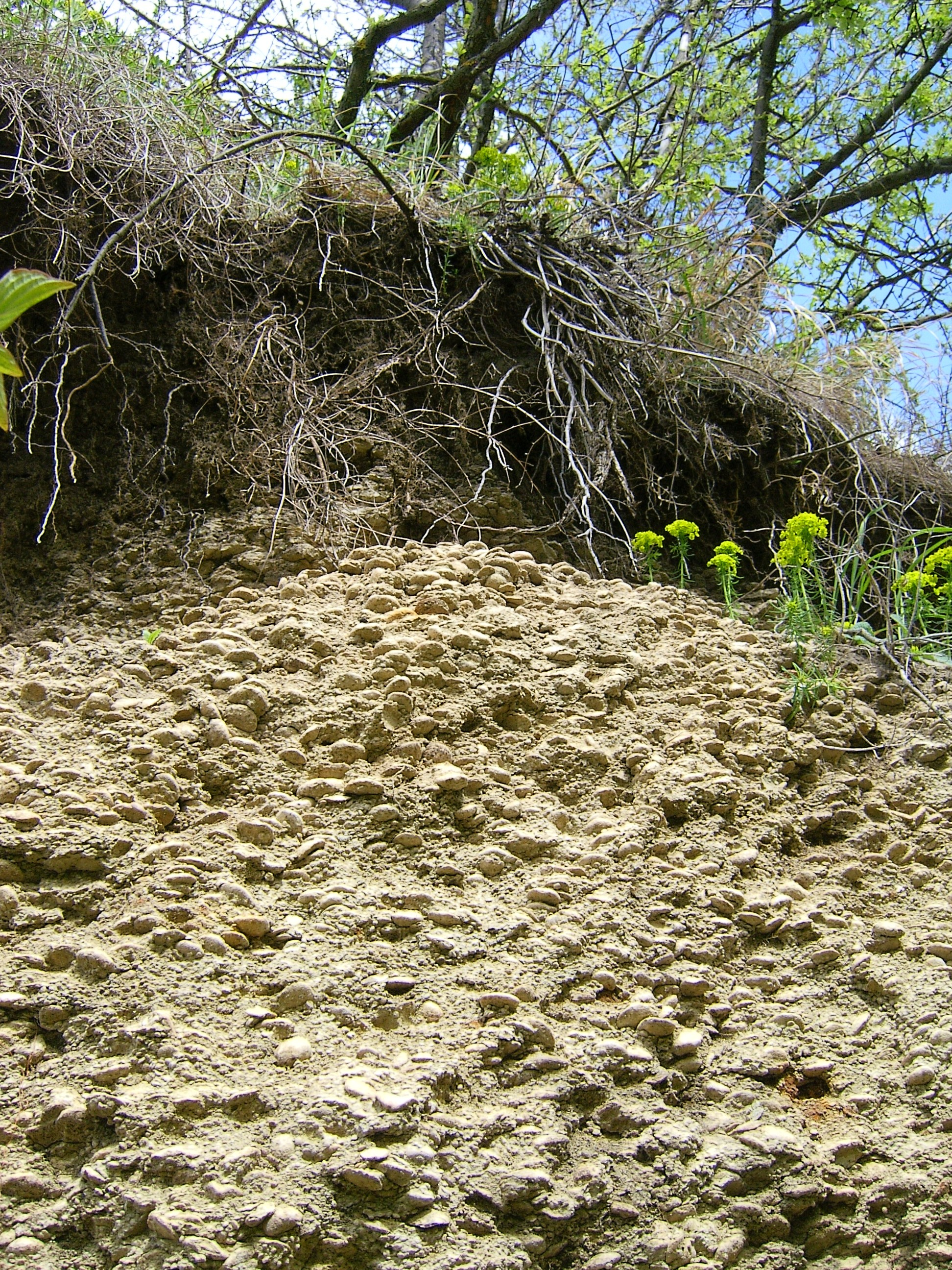
Nummulinás mészkőképződmény Magyarvalkó határában

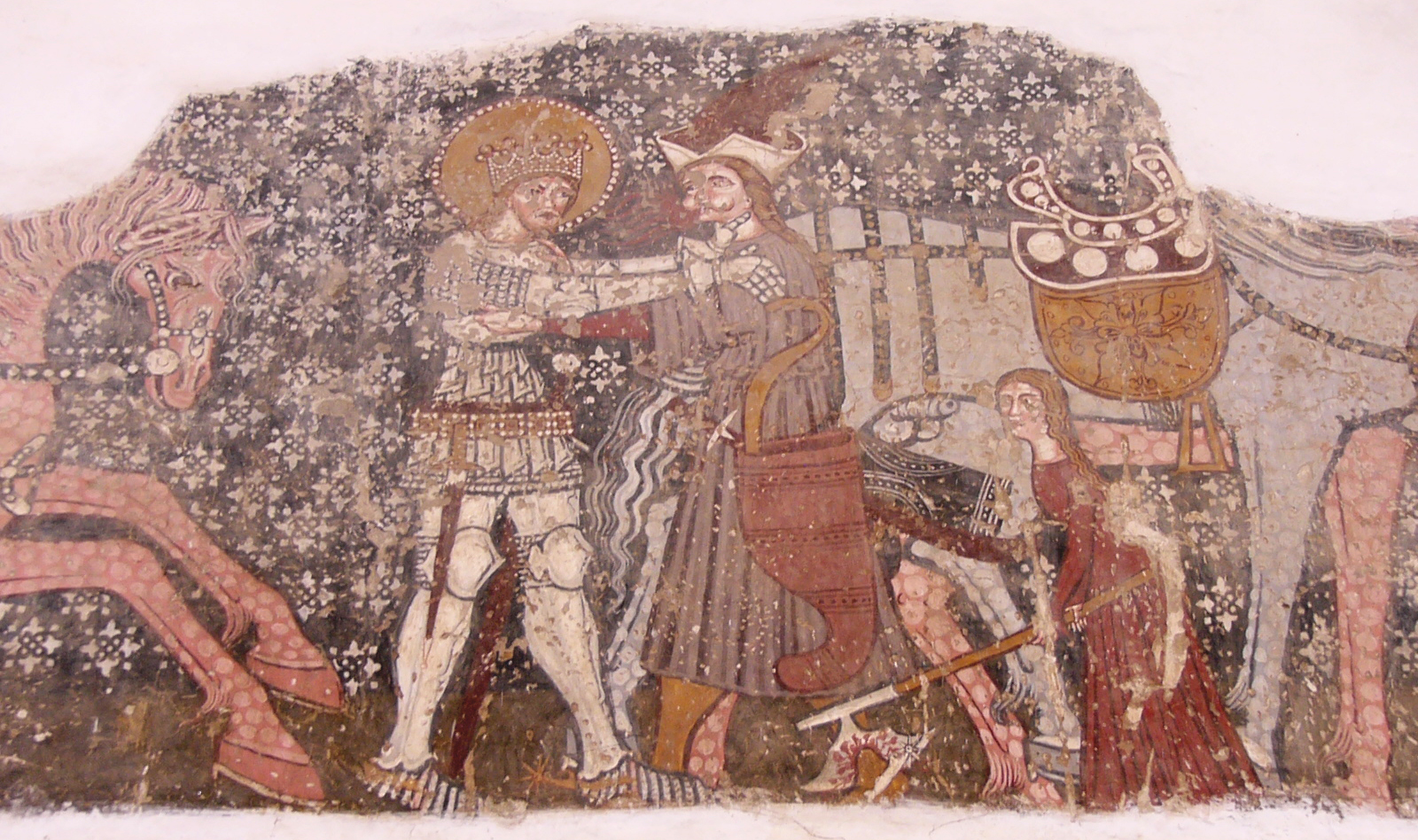
Freskórészlet a székelyderzsi templomban a Szent László-legendából: Szent László és a kun vitéz birkózása.

Szent László pénze 40–50 millió éves óriási  eukarióta egysejtűek megkövesedett maradványa. Mérete általában 0,5–3 cm, de találtak már 12 cm átmérőjű példányt is. A nummuliteszek (Nummulites sp.) tehát óriási egysejtűek. A harmadidőszaki eocén kor melegvizű tengereit óriási, kőzetalkotó tömegben népesítették be (nummulinás mészkő). A szakirodalomban mintegy 35 000 fajt írtak le.
2016-ban elnyerte az "Év ősmaradványa" címet, legyőzte a Komlopteris nevű komlói magvaspáfrányt, és a Placochelys placodonta nevű kavicsfogú álteknőst.

## Szent László-legenda
I. (Szent) László (kb. 1040–1095) Árpád-házi király a népmondák és egyházi legendák egyik legnépszerűbb alakja a magyar szentek közül. Az 1192-ben szentté avatott királyunk a bátorságot, férfiasságot és vallásos jámborságot ötvöző egyénisége következtében a magyar lovagkor példaképe lett. Erdély védőszentjeként tisztelték, kultusza századokon át mindig erős volt.
A középkori krónikákban megmaradt Szent László-történetek közül nevezetesebbek:
- a cserhalmi ütközet (A megfutamodott kunokat a király üldözőbe veszi és észreveszi, hogy egy pogány harcos lován egy magyar leányt hurcol magával, a király biztatására a leány lerántja a pogányt a lováról, majd karddal elvágja a kun vitéz Achillesz-inát és lenyakazza. A küzdelem után a megfáradt király a leány ölébe hajtja fejét.),
- Szent László és Salamon párharca a pozsonyi várnál (két tüzes karddal röpködő angyal jelent meg Szent László feje fölött),
- Patrocinium-csoda (A székelyek 1345-ben harcban álltak a tatárokkal. Ekkor Szent László király teste váratlanul eltűnt a kriptából, majd az ütközet után átizzadva találták.),
- a váci szarvasjelenés (templom helyét megjelölő csodaszarvas megjelenése).

A népköltészetben is fennmaradtak Szent László alakjával kapcsolatos mondák:
- a forrásfakasztásról (Nyitra, Debrőd, Torda stb.),
- a kun aranyak vagy Szent László pénze mondája (Ny-Erdély, Dunántúl).

## Szent László pénze mondája
Ezekről a mondákról Temesvári Pelbárt, Hunyadi Mátyás király udvari papja emlékezett meg először.
- Amikor Szent László király vitézeivel üldözőbe vette a kunokat, azok aranyakat szórtak maguk mögé. Azt remélték, hogy a magyarok felszedik az aranyakat, és így ők megmenekülhetnek. László ekkor az éghez fohászkodott. Imája meghallgatásra talált: az aranyak nyomban kővé változtak! Az üldözés folytatódott és győzelemmel végződött.

…Egyetlenegyszer kényszerült megfutamodni a világhíres vitéz László király az ellenség elől, mert egymagára maradt, s amint körülnézett, látta, hogy hiábavaló nagy ereje, vitézsége: nem verhet le százakat egyedül. Érezte, hogy szüksége van rá még a magyarnak (a fűszál is feltámadt ellene), megsarkantyúzta hát kedves Szög paripáját, s nekivágtatott a tordai hegyeknek.
- Utána! Utána! – ordították a kunok, hogy ég-föld zúgott az ordításuktól.
Ha Lászlót kézre keríthetik, övék lesz a magyar föld: mind László után vetették magukat. Véres hab vert ki a paripáján, már-már utolérték a kunok. Még egy pillanat, s a magyarok aztán sírathatják Szent László királyt.
- Ó, Uram, segély! – fohászkodott föl László, szemét az égre emelvén.
S ím, abban a pillanatban kettéhasadt a tordai hegy: László háta mögött rettentő nagy hasadék tátongott. A kunok döbbenve állottak meg a hasadék partján, de amerre néztek, nagy hosszúságban húzódott a hasadék, László meg csöndes, lassú léptekben mendegélt tovább, vissza az ő népéhez.
Többet aztán nem is történt, hogy László a kunok előtt fuson. Mindig a kunok futottak őelőtte. Egyszer azonban a nagy diadalnak szinte szörnyű kudarc lett a vége. Eszük nélkül szaladtak a kunok, hegyen-völgyön át, s talán kiszaladtak a világból, ha a kunok vezérének ördöngös gondolata nem támad. Egyszerre csak, mit gondolt, mit nem a kun vezér, szórni kezdte tarsolyából a csengő aranyat s ezüstöt, s intett a vitézeinek is, hogy csak hányják el azok is, ami pénzük van, majd meglátják, mi nagy haszna lesz ennek.
Na, az ármányos vezér jól számitott, mert a magyarok egyszeriben félbenhagyták az üldözést, s mohón szedték föl a pénzt.
- Hagyjátok! Hagyjátok! – csendült végig a magyarok sorain László hangja. – Ráértek erre később is! Utánam! Hajtsuk a kunt, hajtsuk!
De hiába, a magyarok nem hallották László szavait. A pénzre gondoltak most mind. Hát nem is csoda, hogy eltántorította, különösen a szegényebb rendű vitézeket, hiszen csak úgy ragyogott, fénylett a föld a tenger aranytól, ezüsttől. Hiszen csak ez kellett a kunoknak. Amint a magyarok a pénznek estek, megállapodtak a futásban, s visszafordultak, hogy rácsapjanak a pénzszedő magyarokra.
László szomorúan tekintett föl az égre: onnan várt segedelmet.

Isten meghallgatta a szent életű király imádságát, s ím, halljatok csudát: azok a ragyogó sárga aranyok, azok a tejfehér ezüstök egytől egyig kővé változtak. Ez volt a magyarok szerencséje. Megértették Istennek csudás intését, lóra kaptak mind, s haj, kun, haj! kiáltással újra űzőbe fogták a kunokat, s meg sem is pihentek, míg az országból ki nem kergették őket…
E legendának van egy másik változata is:
- Amikor besenyők üldözték Szt. László királyt, bízva az ellenség kapzsiságában, aranyakat szórt a földre, így menekült meg vitézeivel együtt. A besenyők elé szórt aranyak hamarosan kővé változtak.

## Külső hivatkozások
- Homoródkarácsonyfalva
- Biokémia
- Erdélyi Kárpát Egyesület
- Miskolci Egyetem - tanulmány
- Kakas Zoltán Beszélő kövek
- A Föld és az élet fejlődése
- Magyarvalkó honlapja
- http://evosmaradvanya.hu/